# 美味!ニッポン
『美味!ニッポン』（びみ ニッポン）は、2006年4月9日から2008年2月26日までテレビ大阪で放送されていたグルメ情報番組。ハイビジョン制作。

## 番組内容
同名のオンラインショップとの連動企画で開始された番組で、毎回日本各地の美味しい名産品を紹介していた。番組が紹介した商品は、いずれも同名のオンラインショップを通じて購入することができた（パソコン、携帯電話ともに可）。また、楽天市場内にも通販ページを設け、そちらでの購入もできるようにしていた。いわば「お取り寄せ」の要素を含んだ、従来の通販番組とは一線を画した内容となっている。
この番組は、放送開始から1年間は板東英二がナビゲーターを務めていた。その当時は『板東英二の美味!ニッポン』と題して放送されていたが、2007年春の改編でタイトルから板東の名が抜け、以後は『美味!ニッポン』と題して放送された。また、同年秋の改編では放送時間6分のミニ番組バージョンがスタートし、従来の30分バージョンと合わせて放送されるようになった。

## 放送時間

### 本放送（30分バージョン）
- 日曜 12:24 - 12:54 （2006年4月9日 - 2007年3月25日） - 『板東英二の美味!ニッポン』と題して放送。
- 木曜 09:30 - 10:00 （2007年4月5日 - 2007年12月20日） - 日曜11:30枠の『みみヨリぃ!?』が放送枠を拡大するのに伴い、放送曜日を変更。同時に『美味!ニッポン』へ改題。

### 本放送（ミニ番組バージョン）
- 火曜 21:54 - 22:00 （2007年10月2日 - 2008年2月26日）

### 再放送（30分バージョン）
- 日曜 06:00 - 06:30 （2007年10月7日 - 2007年12月16日）
- 木曜 09:30 - 10:00 （2008年1月10日 - 2008年2月21日）
- ほか、OCN動画で動画配信も行われていた。

## 出演者

### ナビゲーター
- 板東英二

### ナレーター
- 田昌人
- 中矢由紀
- 千年屋俊幸（テレビ大阪アナウンサー）

## スタッフ
- 構成：田中克典、大森勇
- カメラ：佃義久、吉岡英知、置塩勝也、村若宏司、井村司、横内克典、森本俊博、小山秀之、軽森英樹、印田英樹、植田裕、山田清明（週替わり）
- 音声：竹本幸弘、高平和歌奈、三谷知嘉子、石垣健一、田中丈晴、藤村太史、佐藤岳人、大鋸玄記、雫石新治、磯村俊也、佐藤尚禎（週替わり）
- 照明：原邦明、朴昌規、本村毅、河角徳明、梅原健、高橋彰夫、夏目知彦、渡辺光洋、伊藤優、宇津野健太郎、東海林貴幸、東野巧（週替わり）
- VTR編集：青島英男 ／ （週替わり）天野貴史、広田拓、松尾謙
- MA・音効：黒澤秀一
- スタイリスト：石山美穂
- ディレクター：深井雅弘、永田昇、神庭めぐみ、笠原健広、正垣晶博、梅景泰利、福田正俊
- アシスタントプロデューサー：浦田みつ（Be-WILD）
- プロデューサー：岩谷哲幸、荒神康子（TVO）、吉川孝二（ky'Z）
- 撮影協力：アグリベンチャー、日本民家集落博物館
- スタッフ協力：テーク・ワン、エル・アップ、マグネット、戯音工房
- 制作協力：オフィスケイワイズ
- 制作：ビーワイルド
- WEB制作：テレビ・プラス
- 製作著作：テレビ大阪